# 福井県の廃止市町村一覧
福井県の廃止市町村一覧（ふくいけんのはいししちょうそんいちらん）は、福井県における市制・町村制施行（1889年4月1日）後に、市町村合併や他の自治体に統合されることなどにより廃止した市町村の一覧である。単なる名称の変更は対象としない。
- 町村が「町制」・「市制」を施行し町・市となるケース
  - 「市町村」以外の表記名を変更しなかった自治体は一覧に含まれない。（例：松岡村 → 松岡町）
  - 町制・市制を施行した際に名称を変更した場合も一覧に含まれない。（例：志比村 → 永平寺町）
- 市町村が名称変更した場合は一覧に含まれない。（例：粟田部町 → 今立町）
- 所属郡が変更になった場合は一覧に含まれない。
- 市町村合併で廃止した市町村のケース
  - 編入合併した場合の、存続市町村は廃止に当たらないので一覧に含まれない。
  - 編入合併した場合の、廃止した市町村は一覧に含まれる。
  - 新設合併した場合の、廃止した市町村は一覧に含まれる。
  - 新設合併した場合の、名称が残った市町村も一覧に含まれる。（例：旧・永平寺町 → 新・永平寺町）
- 分割や分立をしたケース
  - 分割で廃止した市町村は一覧に含まれる。
  - 分立で存続した市町村は一覧に含まれない。（例：石徹白村が下穴馬村から分立。下穴馬村は存続）

## 1900年～1909年
- 三方郡西浦村 （1907年7月1日）三方郡西田村新設のため
- 三方郡田井村 （1907年7月1日）三方郡西田村新設のため
- 丹生郡（旧）四ヶ浦村 （1907年8月1日）丹生郡四ヶ浦村新設のため
- 丹生郡上岬村 （1907年8月1日）丹生郡四ヶ浦町新設のため

## 1910年～1929年
この20年間に廃止市町村なし

## 1930年～1939年
- 足羽郡和田村 （1936年5月1日）福井市に編入のため
- 足羽郡木田村 （1936年10月1日）福井市に編入のため
- 足羽郡東安居村 （1939年8月1日）福井市に編入のため
- 大野郡猪野瀬村 （1931年4月15日）大野郡勝山町に編入のため
- 遠敷郡雲浜村 （1935年4月1日）遠敷郡小浜町に編入のため
- 遠敷郡西津村 （1935年4月1日）遠敷郡小浜町に編入のため
- 敦賀郡敦賀町 （1937年4月1日）敦賀市新設のため
- 敦賀郡松原村 （1937年4月1日）敦賀市新設のため

## 1940年～1949年
- 吉田郡円山東村 （1941年4月1日）福井市に編入のため
- 吉田郡円山西村 （1942年5月5日）福井市に編入のため
- 南条郡武生町 （1948年4月1日）武生市新設のため
- 南条郡神山村 （1948年4月1日）武生市新設のため
- 今立郡（旧）鯖江町 （1948年11月3日）今立郡鯖江町新設のため
- 今立郡新横江村 （1948年11月3日）今立郡鯖江町新設のため
- 今立郡舟津村 （1948年11月3日）今立郡鯖江町新設のため

## 1950年～1959年
- 丹生郡吉野村 （1950年1月1日）武生市に編入のため
- 今立郡国高村 （1950年7月7日）武生市に編入のため
- 丹生郡大虫村 （1950年11月30日）武生市に編入のため
- 遠敷郡小浜町 （1951年3月30日）小浜市新設のため
- 遠敷郡口名田村 （1951年3月30日）小浜市新設のため
- 遠敷郡中名田村 （1951年3月30日）小浜市新設のため
- 遠敷郡国富村 （1951年3月30日）小浜市新設のため
- 遠敷郡今富村 （1951年3月30日）小浜市新設のため
- 遠敷郡内外海村 （1951年3月30日）小浜市新設のため
- 遠敷郡松永村 （1951年3月30日）小浜市新設のため
- 遠敷郡遠敷村 （1951年3月30日）小浜市新設のため
- 南条郡坂口村 （1951年3月30日）武生市に編入のため
- 吉田郡西藤島村 （1951年3月30日）福井市に編入のため
- 丹生郡（旧）織田村 （1951年4月1日）丹生郡織田村新設のため
- 丹生郡萩野村 （1951年4月1日）丹生郡織田村新設のため
- 丹生郡常磐村 （1951年4月1日）分割し、丹生郡織田村新設・丹生郡朝日町に編入のため
- 南条郡（旧）今庄村 （1951年4月1日）南条郡今庄村新設のため
- 南条郡鹿蒜村 （1951年4月1日）南条郡今庄村新設のため
- 丹生郡（旧）越廼村 （1952年7月7日）丹生郡越廼村新設のため
- 丹生郡下岬村 （1952年7月7日）丹生郡越廼村新設のため
- 三方郡西田村 （1953年4月1日）三方郡三方町新設のため
- 三方郡八村 （1953年4月1日）三方郡三方町新設のため
- 遠敷郡三宅村 （1954年1月1日）遠敷郡上中町新設のため
- 遠敷郡鳥羽村 （1954年1月1日）遠敷郡上中町新設のため
- 遠敷郡瓜生村 （1954年1月1日）遠敷郡上中町新設のため
- 遠敷郡熊川村 （1954年1月1日）遠敷郡上中町新設のため
- 遠敷郡野木村 （1954年1月1日）遠敷郡上中町新設のため
- 南条郡南日野村 （1954年1月1日）南条郡南条村新設のため
- 南条郡北杣山村 （1954年1月1日）南条郡南条村新設のため
- 南条郡南杣山村 （1954年1月1日）南条郡南条村新設のため
- 三方郡北西郷村 （1954年2月11日）三方郡美浜町新設のため
- 三方郡南西郷村 （1954年2月11日）三方郡美浜町新設のため
- 三方郡耳村 （1954年2月11日）三方郡美浜町新設のため
- 三方郡山東村 （1954年2月11日）三方郡美浜町新設のため
- 三方郡十村 （1954年3月2日）三方郡三方町に編入のため
- 坂井郡（旧）三国町 （1954年3月31日）坂井郡三国町新設のため
- 坂井郡雄島村 （1954年3月31日）坂井郡三国町新設のため
- 坂井郡加戸村 （1954年3月31日）坂井郡三国町新設のため
- 坂井郡新保村 （1954年3月31日）坂井郡三国町新設のため
- 吉田郡志比谷村 （1954年3月31日）吉田郡志比村新設のため
- 吉田郡下志比村 （1954年3月31日）吉田郡志比村新設のため
- 吉田郡浄法寺村 （1954年3月31日）吉田郡志比村新設のため
- 足羽郡社村 （1954年4月1日）福井市に編入のため
- 大野郡大野町 （1954年7月1日）大野市新設のため
- 大野郡下庄町 （1954年7月1日）大野市新設のため
- 大野郡上庄村 （1954年7月1日）大野市新設のため
- 大野郡五箇村 （1954年7月1日）大野市新設のため
- 大野郡阪谷村 （1954年7月1日）大野市新設のため
- 大野郡富田村 （1954年7月1日）大野市新設のため
- 大野郡乾側村 （1954年7月1日）大野市新設のため
- 大野郡小山村 （1954年7月1日）大野市新設のため
- 今立郡北新庄村 （1954年7月5日）武生市・今立郡粟田部町に分割編入のため
- 今立郡北日野村 （1954年7月5日）武生市に編入のため
- 南条郡王子保村 （1954年7月5日）武生市に編入のため
- 丹生郡西安居村 （1954年8月1日）福井市に編入のため
- 大野郡勝山町 （1954年9月1日）勝山市新設のため
- 大野郡荒土村 （1954年9月1日）勝山市新設のため
- 大野郡村岡村 （1954年9月1日）勝山市新設のため
- 大野郡北郷村 （1954年9月1日）勝山市新設のため
- 大野郡北谷村 （1954年9月1日）勝山市新設のため
- 大野郡鹿谷村 （1954年9月1日）勝山市新設のため
- 大野郡遅羽村 （1954年9月1日）勝山市新設のため
- 大野郡平泉寺村 （1954年9月1日）勝山市新設のため
- 大野郡野向村 （1954年9月1日）勝山市新設のため
- 坂井郡（旧）金津町 （1954年10月15日）坂井郡金津町新設のため
- 坂井郡細呂木村 （1954年10月15日）坂井郡金津町新設のため
- 坂井郡坪江村 （1954年10月15日）坂井郡金津町新設のため
- 坂井郡伊井村 （1954年10月15日）坂井郡金津町新設のため
- 坂井郡吉崎村 （1954年10月15日）坂井郡金津町新設のため
- 遠敷郡知三村 （1955年1月1日）遠敷郡名田庄村新設のため
- 遠敷郡奥名田村 （1955年1月1日）遠敷郡名田庄村新設のため
- 敦賀郡愛発村 （1955年1月15日）敦賀市に編入のため
- 敦賀郡粟野村 （1955年1月15日）敦賀市に編入のため
- 敦賀郡東郷村 （1955年1月15日）敦賀市に編入のため
- 敦賀郡中郷村 （1955年1月15日）敦賀市に編入のため
- 敦賀郡東浦村 （1955年1月15日）敦賀市に編入のため
- 今立郡鯖江町 （1955年1月15日）鯖江市新設のため
- 今立郡神明町 （1955年1月15日）鯖江市新設のため
- 今立郡中河村 （1955年1月15日）鯖江市新設のため
- 今立郡片上村 （1955年1月15日）鯖江市新設のため
- 丹生郡立待村 （1955年1月15日）鯖江市新設のため
- 丹生郡吉川村 （1955年1月15日）鯖江市新設のため
- 丹生郡豊村 （1955年1月15日）鯖江市新設のため
- 大飯郡佐分利村 （1955年1月15日）大飯郡大飯町新設のため
- 大飯郡本郷村 （1955年1月15日）大飯郡大飯町新設のため
- 大飯郡大島村 （1955年1月15日）大飯郡大飯町新設のため
- 遠敷郡宮川村 （1955年2月1日）小浜市に編入のため
- 足羽郡上宇坂村 （1955年2月11日）足羽郡美山村新設のため
- 足羽郡下宇坂村 （1955年2月11日）足羽郡美山村新設のため
- 大野郡芦見村 （1955年2月11日）足羽郡美山村新設のため
- 大野郡羽生村 （1955年2月11日）足羽郡美山村新設のため
- 大野郡上味見村 （1955年2月11日）足羽郡美山村新設のため
- 大野郡下味見村 （1955年2月11日）足羽郡美山村新設のため
- 大飯郡加斗村 （1955年2月11日）小浜市に編入のため
- 大飯郡（旧）高浜町 （1955年2月11日）大飯郡高浜町新設のため
- 大飯郡青郷村 （1955年2月11日）大飯郡高浜町新設のため
- 大飯郡和田村 （1955年2月11日）大飯郡高浜町新設のため
- 大飯郡内浦村 （1955年2月11日）大飯郡高浜町新設のため
- 坂井郡剣岳村 （1955年2月15日）坂井郡金津町に編入のため
- 今立郡上池田村 （1955年3月1日）今立郡池田村新設のため
- 今立郡下池田村 （1955年3月1日）今立郡池田村新設のため
- 丹生郡四ヶ浦町 （1955年3月1日）丹生郡越前町新設のため
- 丹生郡城崎村 （1955年3月1日）丹生郡越前町新設のため
- 吉田郡中藤島村 （1955年3月19日）福井市に編入のため
- 坂井郡（旧）芦原町 （1955年3月31日）坂井郡芦原町新設のため
- 坂井郡北潟村 （1955年3月31日）坂井郡芦原町新設のため
- 坂井郡本荘村 （1955年3月31日）坂井郡芦原町新設のため
- 坂井郡（旧）丸岡町 （1955年3月31日）坂井郡丸岡町新設のため
- 坂井郡長畝村 （1955年3月31日）坂井郡丸岡町新設のため
- 坂井郡竹田村 （1955年3月31日）坂井郡丸岡町新設のため
- 坂井郡高椋村 （1955年3月31日）坂井郡丸岡町新設のため
- 坂井郡鳴鹿村 （1955年3月31日）坂井郡丸岡町新設のため
- 坂井郡磯部村 （1955年3月31日）坂井郡丸岡町新設のため
- 坂井郡（旧）春江町 （1955年3月31日）坂井郡春江町新設のため
- 坂井郡大石村 （1955年3月31日）坂井郡春江町新設のため
- 坂井郡兵庫村 （1955年3月31日）坂井郡春江町新設のため
- 坂井郡東十郷村 （1955年3月31日）坂井郡坂井村新設のため
- 坂井郡大関村 （1955年3月31日）坂井郡坂井村新設のため
- 足羽郡酒生村 （1955年3月31日）足羽郡足羽村新設のため
- 足羽郡一乗谷村 （1955年3月31日）足羽郡足羽村新設のため
- 足羽郡上文殊村 （1955年3月31日）足羽郡足羽村新設のため
- 足羽郡下文殊村 （1955年3月31日）足羽郡足羽村新設のため
- 足羽郡六条村 （1955年3月31日）足羽郡足羽村新設のため
- 坂井郡鶉村 （1955年3月31日）坂井郡川西村新設のため
- 坂井郡本郷村 （1955年3月31日）坂井郡川西村新設のため
- 坂井郡棗村 （1955年3月31日）坂井郡川西村新設のため
- 坂井郡鷹巣村 （1955年3月31日）坂井郡川西村新設のため
- 今立郡（旧）粟田部町 （1955年3月31日）今立郡粟田部町新設のため
- 今立郡南中山村 （1955年3月31日）今立郡粟田部町新設のため
- 今立郡服間村 （1955年3月31日）今立郡粟田部町新設のため
- 丹生郡（旧）朝日町 （1955年3月31日）丹生郡朝日町新設のため
- 丹生郡糸生村 （1955年3月31日）丹生郡朝日町新設のため
- 吉田郡（旧）松岡町 （1955年3月31日）吉田郡松岡町新設のため
- 吉田郡吉野村 （1955年3月31日）吉田郡松岡町新設のため
- 吉田郡五領ヶ島村 （1955年3月31日）吉田郡松岡町新設のため
- 南条郡今庄村 （1955年4月1日）南条郡今庄町新設のため
- 南条郡湯尾村 （1955年4月1日）南条郡今庄町新設のため
- 南条郡宅良村 （1955年4月1日）南条郡今庄町新設のため
- 南条郡堺村 （1955年4月1日）南条郡今庄町新設のため
- 今立郡北中山村 （1955年6月10日）鯖江市・今立郡粟田部町に分割編入のため
- 足羽郡東郷村 （1955年7月10日）足羽村に編入のため
- 丹生郡天津村 （1955年7月28日）丹生郡清水町新設のため
- 丹生郡志津村 （1955年7月28日）丹生郡清水町新設のため
- 丹生郡三方村 （1955年7月28日）丹生郡清水町新設のため
- 大野郡上穴馬村 （1956年9月30日）大野郡和泉村新設のため
- 大野郡下穴馬村 （1956年9月30日）大野郡和泉村新設のため
- 坂井郡木部村 （1956年9月30日）坂井郡坂井村に編入のため
- 今立郡岡本村 （1956年9月30日）今立郡今立町に編入のため
- 今立郡味真野村 （1956年9月30日）武生市に編入のため
- 吉田郡東藤島村 （1956年9月30日）吉田郡藤岡村新設のため
- 吉田郡岡保村 （1956年9月30日）吉田郡藤岡村新設のため
- 坂井郡浜四郷村 （1957年1月1日）坂井郡三国町・坂井郡川西村に分割編入
- 今立郡河和田村 （1957年3月31日）鯖江市に編入のため
- 坂井郡大安寺村 （1957年4月1日）福井市・坂井郡川西村に分割編入のため
- 吉田郡河合村 （1957年5月1日）福井市に編入のため
- 足羽郡麻生津村 （1957年10月1日）福井市に編入のため
- 大野郡石徹白村 （1958年10月15日）岐阜県郡上郡白鳥町に編入のため
- 丹生郡国見村 （1959年2月1日）福井市に編入のため
- 丹生郡白山村 （1959年8月1日）武生市に編入のため

## 1960年～1969年
- 吉田郡藤岡村 （1961年10月1日）福井市に編入のため
- 丹生郡殿下村 （1963年4月1日）福井市に編入のため
- 坂井郡川西町 （1967年3月17日）福井市に編入のため
- 吉田郡森田町 （1967年7月30日）福井市に編入のため

## 1970年～1979年
- 大野郡西谷村 （1970年7月1日）大野市に編入のため
- 足羽郡足羽町 （1971年9月1日）福井市に編入のため

## 1980年～1999年
この20年間に県内に廃止市町村なし

## 2000年～
- 坂井郡金津町 （2004年3月1日）あわら市新設のため
- 坂井郡芦原町 （2004年3月1日）あわら市新設のため
- 南条郡今庄町 （2005年1月1日）南条郡南越前町新設のため
- 南条郡南条町 （2005年1月1日）南条郡南越前町新設のため
- 南条郡河野村 （2005年1月1日）南条郡南越前町新設のため
- 丹生郡（旧）越前町 （2005年2月1日）丹生郡越前町新設のため
- 丹生郡朝日町 （2005年2月1日）丹生郡越前町新設のため
- 丹生郡織田町 （2005年2月1日）丹生郡越前町新設のため
- 丹生郡宮崎村 （2005年2月1日）丹生郡越前町新設のため
- 遠敷郡上中町 （2005年3月31日） 三方上中郡若狭町新設のため
- 三方郡三方町 （2005年3月31日） 三方上中郡若狭町新設のため
- 武生市 （2005年10月1日）越前市新設のため
- 今立郡今立町 （2005年10月1日）越前市新設のため
- 大野郡和泉村 （2005年11月7日）大野市に編入のため
- 丹生郡清水町 （2006年2月1日）福井市に編入のため
- 丹生郡越廼村 （2006年2月1日）福井市に編入のため
- 足羽郡美山町 （2006年2月1日）福井市に編入のため
- 吉田郡（旧）永平寺町 （2006年2月13日）吉田郡永平寺町新設のため
- 吉田郡松岡町 （2006年2月13日）吉田郡永平寺町新設のため
- 吉田郡上志比村 （2006年2月13日）吉田郡永平寺町新設のため
- 大飯郡大飯町 （2006年3月3日）大飯郡おおい町新設のため
- 遠敷郡名田庄村 （2006年3月3日）大飯郡おおい町新設のため
- 坂井郡丸岡町 （2006年3月20日）坂井市新設のため
- 坂井郡春江町 （2006年3月20日）坂井市新設のため
- 坂井郡坂井町 （2006年3月20日）坂井市新設のため
- 坂井郡三国町 （2006年3月20日）坂井市新設のため